# けい☆てん
『けい☆てん〜ハトでもわかる激萌え麻雀〜』は、株式会社itanのブランドk-tenが、2010年8月27日に発売した麻雀アドベンチャーゲーム。ブランド名でもある「けいてん」とは形式聴牌の略語。

## 概要
有限会社サーカス・株式会社エスプリズムとの共同開発。
初回特典として追加シナリオ・追加キャラクターのプラグインパッケージが提供される予定となっており、第一弾として初回版に音姫（『D.C.II 〜ダ・カーポII〜』の登場人物）のプラグインが同梱される。他の初回特典は『けい☆てん×音姫ドラマCD 恋の麻雀大作戦☆』、『けい☆てん＋音姫マイクロファイバークロス』、『美咲と音姫のコルクコースター』、『ハトでもわかる！早見点数表マウスパットシール』、『けい☆てん麻雀ノート』が封入される。
なお、一部CGがソフ倫に抵触したため差し替えが行われており、それに伴ってPVも一部改変されている。
ちなみに画面サイズが1280×720に満たないパソコンの場合は強制的にフルスクリーンとなる。
D.C. Dream X'mas 〜ダ・カーポ〜 ドリームクリスマスの初回特典として朝倉由夢、雪村杏（『D.C.II 〜ダ・カーポII〜』の登場人物）、白河ことり（『D.C. 〜ダ・カーポ〜』の登場人物）のプラグインが同梱された。

## ストーリー
練魔学園軽音部は生徒会長によって軽音部廃部を賭けた麻雀勝負を挑まれる。しかし軽音部メンバーは麻雀についてさっぱりわからないのであった。

## スタッフ
- プロデューサー - nazuna
- ディレクター - 釧路洋、ジャッキー天野
- 原画 - 立羽、結月かりん
- シナリオ まり、みうらさぶろう
- プログラム - ういろう、bongom

## 主題歌
『けい/しき×てん/ぱい』
作詞・作曲・編曲・歌：Cy-Rim Project

## 登場人物
桐沢 美咲（きりさわ みさき）
声 - nazuna米　
身長 - 153cm、3サイズ - 84/58/78、誕生日 - 8月25日
練魔学園軽音部2年。ギター担当、麻雀勝負のきっかけを作る。
キーワード:角・緑・美咲
高坂 真琴（こうさか まこと）
声 - 金子未佳　
身長 - 160cm、3サイズ - 75/54/75、誕生日 - 4月29日
キーワード:ピンク・耳・超絶長いアホ毛
池森 遥華（いけもり はるか）
声 - オリヒメヨゾラ　
身長 - 158cm、3サイズ - 95/58/82、誕生日 - 11月11日
練魔学園3年。
キーワード:金髪・お姉様・巨乳
藤村 優花（ふじむら ゆうか）
声 - 松平美波穂　
身長 - 142cm、3サイズ - 70/50/68、誕生日 - 2月14日
練魔学園1年。頭に付いている電極と感情がリンクしている。
キーワード:小さい・電波・マルチ
清丸 千尋（きよまる ちひろ）
声 - 平山笑美　
身長 - 162cm、3サイズ - 72/52/71、誕生日 - 6月23日
練魔学園3年で生徒会長。
霜山 麗（しもやま うらら）
声 - 兼田恵　
身長 - 157cm、3サイズ - 89/56/86、誕生日 - 1月1日
練魔学園の教師。